# Argolamprotes micella
Argolamprotes micella — вид лускокрилих комах з родини виїмчастокрилі молі (Gelechiidae).

## Поширення
Міль трапляється в більшій частині Європи (відсутній в Ірландії, Піренейського півострова та більшої частини Балканського півострова) та Північній Азії на схід до Японії. Мешкає у світлих лісах та садах.

## Опис
Розмах крил 10-14 мм.

## Спосіб життя
Дорослі особини розлітаються в червні та липні. Личинки живляться малиною (Rubus idaeus) та ожиною кущистою (Rubus fruticosus). Вони живляться зсередини квітконосними пагонами і бруньками.